# Al-Shaykh Badr (huyện)
Huyện al-Shaykh Badr (tiếng Ả Rập: منطقة الشيخ بدر, đã Latinh hoá: manṭiqat Al-Shaykh Badr) là một huyện của Tỉnh Tartus ở tây bắc Syria. Trung tâm hành chính là thị trấn al-Shaykh Badr. Tại cuộc điều tra dân số năm 2004, huyện có dân số 52.981.

## Phó huyện
Huyện al-Shaykh Badr được chia thành ba phó huyện hoặc nawāḥī (dân số tính đến năm 2004):
- Al-Shaykh Badr Nahiyah (ناية الةيخ بد)): dân số 25.324.[2]
- Brummanet al-Mashayekh Nahiyah (ناحية برمانة المشايخ): dân số 13.562 [3]
- Al-Qamsiyah Nahiyah (ناية المصية): dân số 14.095.[4]